# Кашеваров, Егор Олегович
Егор Олегович Кашеваров (род. 15 мая 1992 года) - мастер спорта России международного класса (подводное ориентирование).

## Карьера
Тренируется в Новосибирском центре высшего спортивного мастерства у И.А. Шахова.
Серебряный призёр Кубка мира, бронзовый призер чемпионата мира, чемпион Европы, многократный чемпион России.
Спортсмен-инструктор отделения подводного спорта Новосибирского центра высшего спортивного мастерства.